# António Valdemar
António Valdemar (Ponta Delgada, Ilha de São Miguel, 18 de março de 1938) é um jornalista, investigador e olisipógrafo. Natural dos Açores, está radicado em Lisboa desde 1953, ano em que ingressou no Colégio Moderno e se tornou amigo de Mário Soares, como o antigo Presidente da República reconheceu no prefácio de uma obra do autor sobre a revolução republicana em Loures. Regressado aos Açores em 1957, voltou definitivamente à capital em 1959 para iniciar o seu percurso jornalístico no República.

## Biografia
Possui, atualmente, a carteira profissional número 1 emitida pela Comissão da Carteira Profissional de Jornalista. Exerceu em vários mandatos funções no Conselho Geral da mesma instituição. Tem exercido o jornalismo profissional desde o fim da década de 1950. Iniciou a carreira no jornal República. Entrou, em 1960, para o quadro do jornal Diário de Notícias, onde permaneceu até 1968 Integrou o grupo fundador do jornal “A Capital” em 1967/68 e acumulou o cargo com a chefia da redação de Lisboa do jornal portuense “O Primeiro de Janeiro”, onde colaborou assiduamente com o suplemento “Letras e Artes”. Foi também chefe da redação da revista Vida Mundial. Regressou ao Diário de Notícias em abril de 1980 como redator editorialista e coordenador do suplemento Artes e Letras, exercendo funções até 2007. Manteve duas colunas semanaisː "Espectador” e, durante anos, aos domingos, "Avenida da Liberdade". No “Diário Popular”, assegurou a coluna “Feira da Ladra”.
No Diário de Notícias, no início da década de 1980, integrou o Gabinete Editorial do jornal, encarregando-se de vários trabalhos sobre as obras completas de Fernando Pessoa, o assalto à Sociedade Portuguesa de Escritores ou o 125.º aniversário do Diário de Notícias. Integrou também o grupo de trabalho que elaborou, em 2007, o Campeonato da Língua Portuguesa, promovido pelo semanário Expresso.
Na edição do Expresso de 9 de outubro de 2021, Valdemar cometeu uma das maiores gaffes da história do jornalismo moderno, acusando o escritor e erudito Pedro da Silveira de ter sido informador da Polícia Internacional e de Defesa do Estado no Brasil. Um movimento alargado de escritores, historiadores e amigos de Silveira exigiu a retractação do jornal e do jornalista, apresentando provas sólidas de que a acusação era infundada. No dia 13 de outubro, o Expresso e o autor publicaram um comunicado, reconhecendo a incorrecção completa do artigo e retratando-se pela má prática profissional. Curiosamente, no início da carreira, em outubro de 1960, Valdemar tornara-se conhecido por uma gaffe semelhante, noticiando infundadamente a morte de um subinspector da PIDE, pois confundiu o nome do inspector Rui Pessoa de Amorim com o do seu primo Rui Padrão Pessoa de Amorim, fazendo rir toda a cidade de Lisboa.
Repórter do quotidiano e analista e crítico de questões culturais e cívicas, a sua investigação e abordagem circunscrevem-se ao âmbito da língua e literatura portuguesa e  da literatura brasileira; da literatura francesa e da literatura espanhola; da valorização e defesa do património, à história e problemática da cidade de Lisboa e da região dos Açores. Muitos dos seus artigos mais recentes, no diário “Público” e no semanário “Expresso”, abordam estes temas e a história do jornalismo português.
Lecionou jornalismo e orientou em vários locais do país cursos de Comunicação Social e de Cultura Portuguesa (séculos XIX e XX), com destaque para o “Instituto Politécnico de Santarém”. Participou durante vários anos no desenvolvimento do programa de incentivo ao livro e à leitura, sendo coautor com Jacinto Baptista de dois volumes publicados pelo Conselho de Imprensa e pela Alta Autoridade da Comunicação Social.
A história e a evolução de Lisboa, nas suas múltiplas transformações sociais, políticas, literárias, artísticas e urbanísticas, têm sido sistemático objeto de inúmeros e diversificados estudos; da organização de cursos e visitas temáticas para varias instituições. Autor de livros, ensaios e muitas reportagens sobre Lisboa, foi um dos principais colaboradores do Dicionário da História de Lisboa, dirigido e coordenado pelo académico Francisco Santana.
Foi autor de numerosos artigos, reportagens, entrevistas, conferências e outras intervenções em colóquios sobre língua e culturas de expressão portuguesa no âmbito das relações com o Brasil e os outros países lusófonos.
Antes de 1974, colaborou com a Editora Arcádia na publicação do livro “Portugal e o Futuro”, do general “António de Spínola”, distribuído no final de fevereiro de 1974.
Fez a coordenação para a Academia Nacional de Belas Artes, do Inventario Artístico de Portugal, (informatização e da digitalização dos tomos) do Distrito de Aveiro (Zona Nordeste, Norte e Sul); Distrito de Beja (Zona Norte); Distrito de Coimbra (Cidade e Distrito), Distrito de Évora, Distrito de Leiria, Distrito de Portalegre, Cidade do Porto e Distrito de Santarém.
Organizou em 1988, com o patrocínio da Câmara Municipal da Ribeira Grande, da Presidência da República e da Academia Nacional de Belas Artes a I Semana do Barroco, com a intervenção de intelectuais e críticos de renome. O “Conselho da Europa” associou-se a esta manifestação cultural e cívica.
Dirigiu, durante seis anos, a galeria Diário de Notícias, no Chiado, promovendo centenas de exposições de pintura, escultura, cerâmica, gravura e cartum. Também desenvolveu iniciativas conjuntas com o jornal A Capital, na altura integrado na mesma empresa, com destaque para exposições de fotografia selecionada em concursos temáticos. Pela sua importância, destacaram-se na área da pintura Alice Jorge, Luís Dourdil, Álvaro Perdigão, Isabel Laginhas, Gil Teixeira Lopes, Victor Palla, Guilherme Parente, Mário Américo, Emerenciano, Júlio Pereira e Victor Belém. Na escultura, a Galeria acolheu os trabalhos de Barata Feyo (que aqui realizou a primeira exposição em Lisboa de escultura e desenho), Lagoa Henriques, João Fragoso, José Pedro Croft e João da Silva (uma retrospetiva de escultura e medalhística). Na área do cartum, António Valdemar promoveu exposições de António Moreira Antunes (António), Samuel Azavey Torres de Carvalho (Sam) e Vasco de Castro (Vasco) e este último expôs aqui as suas numerosas interpretações da figura de Fernando Pessoa e recriação dos principais heterónimos, incluindo Bernardo Soares, cujo Livro do Desassossego foi então revelado com grande polémica.
Entre 1987 a 2014, interveio em congressos, seminários, simpósios e outras reuniões de projeção nacional e internacional, em nome da Academia Nacional de Belas Artes. Fez parte, de 1987 a 2014, dos júris anuais de atribuição dos prémios da Academia Nacional Belas-Artes, Aquisição e Investigação; José de Figueiredo e Gustavo Cordeiro Ramos
Apresentou vários programas de televisão e de rádio, com destaque para a rubrica “Uma por Semana”, na “RTP”, emitida entre 1996 e 1997, e “Pausa no Quotidiano”, programa diário difundido pela “Antena 1” durante uma década. Foi responsável pela rubrica “Notas de Autor” na TSF.
Em 2019, a Associação Portuguesa de Escritores atribuiu-lhe o título de «sócio honorário» pela intervenção cívica e cultural.
Colaborou igualmente como fonte e consultor em vários documentários televisivos, com destaque para “Nem por Toda a Noite a Vida”, documentário sobre a vida e obra do escritor Vitorino Nemésio. Foi autor de mais de duas dezenas de prefácios de obras literárias
. Desde o início da carreira, assina como António Valdemar, pseudónimo literário de José Stone de Medeiros Tavares.

## Academias
- Academia das Ciências de Lisboa: sócio correspondente 1994 e Sócio efetivo 2008;
- Academia Portuguesa da História: vogal 2009;
- Academia Nacional de Belas Artes: Presidente da Academia Nacional de Belas Artes desde 2008 a 2014, sócio correspondente desde 1983, sócio efetivo desde 1985; Vice-presidente de 1997 a 2008; Representante em Portugal e no estrangeiro no Conselho Europeu das Academias de Belas-Artes.
- Academia Brasileira de Letras: eleito em novembro de 2013, sócio correspondente português, para a cadeira número 3.

## Edições, Publicações
- Lisboa na Poesia e na Prosa, 1966, antologia de autores portugueses, em coautoria com Tomaz Ribas, Edição Bertrand
- Ser ou não ser pelo Partido Único, 1973, editorial Arcádia
- O Centenário de Camões de 1880, 1981, inserido Estudos Sobre Camões, Imprensa Nacional Casa da Moeda
- Diário de Notícias, Primeira Página, Seleção (1864-1984), 1984, em colaboração com Mário Mesquita, Edição Diário de Notícias
- Jorge Barradas, Cerâmica e Pintura, 1987, Edição Galeria de São Mamede
- Repórteres e Reportagens em Primeira Página, 1990, em coautoria com Jacinto Baptista, dois volumes, Edição da Alta Autoridade para a Comunicação Social
- Chiado: o peso da Memória, 1991 Inapa
- Domingos Rebelo, vida e Obra, 1991 Edição Academia de Belas Artes
- A Cidade dos Sítios (com Prefácio de Rui Vilar), 1994, Bertrand
- Tribunal da Boa Hora num Pátio de Comédias (inserido em Estudos Comemorativos do 150.º Aniversário do Tribunal da Boa-Hora, 1995 Ministério da Justiça
- Franciso Relógio (1926-1997), Cinco Décadas de vida Artística, 1997, Edição Almadarte
- Garrett, vida e Obra, 1999; Clube do Colecionador
- Portugal em Selos, 1999; CTT Correios de Portugal
- 25 dos 4, (introdução histórica e crítica das origens da caricatura em Portugal e selecção dos cartuns de António, Cid, Maia e Vasco), 1999, Assírio e Alvim.
- A Repressão dos Tribunais Plenários, série de artigos publicados no Diário de Notícias a partir de 25 de Abril de 1999 sobre o funcionamento dos tribunais plenários durante a ditadura
- Nemésio, sem limite de idade, 2001, Clube do colecionador
- As Cinco Cartas do Desassossego. (Exposição bio-bibliográfica e iconográfica sobre Mariana Alcoforado - Comemorações do 10 de Junho) 2002 Edição Presidência da República
- Um Português no Magreb, (vida, obra e antologia de Manuel Teixeira Gomes, com prefácios de Jorge Sampaio e Abdelaziz Bouteflika, presidente da República da Argélia, livro traduzido em árabe por Badr Hassanie), 2005, Edição Instituto Camões
- As Três Fidelidades de Aquilino, 2007, Edição Assembleia da República
- Tentativas da Introdução da Tipografia no Brasil, 2007, Edição Imprensa Nacional Casa da Moeda
- O Iluminismo Luso-Brasileiro, 2007, Edição Academia das Ciências de Lisboa e Academia Brasileira de Letras
- António José d'Ávila na Academia das Ciências, 2007, Edição Academia das Ciências de Lisboa
- República em Loures a 4 de Outubro, (prefácio de Mário Soares, com muitos documentos inéditos sobre a Maçonaria e a Carbonária), 2010, Edição Assembleia Municipal de Loures
- República em Loures a 4 de Outubro, 2010, com prefácio de “Mário Soares”, Edição Assembleia Municipal de Loures
- Viva a República, Loures 1915 (historia da revolução do 14 de Maio de 1915), 2013, Edição Assembleia Municipal de Loures
- A Biblioteca dos cinco continentes (A Livraria Real suas origens e sua evolução no sitio da Ajuda desde o liberalismo á época digital), 2013, Edição Palácio da Ajuda
- O Grande Incêndio do Chiado - 1988, introdução da reportagem fotográfica, 2013, Edição Tinta da China
- Presença de Aquilino, 2013, Edição Associação Portuguesa de Escritores
- Aquilino visto por Urbano, introdução e coordenação dos textos, 2014, edição Sociedade Portuguesa de Autores.
- Aquilino Visto por Urbano, 2014, Edições Colibri
- José Leite de Vasconcelos (1858-1941): Peregrino do Saber, 2015, em coautoria com Abel Baptista et al, Imprensa Nacional Casa da Moeda
- Almada Negreiros, Os Painéis, A Geometria e Tudo, 2016, Edição Assírio e Alvim, com apresentação pública de Eduardo Lourenço no Grémio Literário[13]
- Vasco, a Regra de Ouro, 2019, in Vasco de Castro Cartoons. Ena Pá… Cá Está Ele Outra Vez!, catálogo de exposição, Museu Rafael Bordalo Pinheiro

## Representações
- Representante em Portugal e no estrangeiro no Conselho Europeu das Academias de Belas-Artes. Desde 1987 integra os júris anuais de atribuição dos prémios «José de Figueiredo», «Aquisição e «Investigação».
- Representante oficial da Academia Nacional de Belas Artes e da Academia das Ciências de Lisboa nas comemorações Nacionais de 1ª Centenário da Implantação da República em Portugal.

## Prémios
- Prémio «José de Figueiredo», Academia Nacional de Belas Artes, Chiado: o Peso da Memória,  1990
- Prémio «José de Figueiredo», Academia Nacional de Belas Artes, A cidade dos Sítios,  1994
- Prémio «Júlio César Machado», Melhor Reportagem, 1987 (artigo sobre Lisboa - Cesário Verde em novos manuscritos)
- Prémio «Júlio de Castilho», Chiado: o Peso da Memória - o melhor livro sobre Lisboa, 1990
- Designado «Sócio Honorário da Associação Portuguesa de Escritores» pela «intervenção em domínios diversos da cultura portuguesa», 2019

## Condecorações
- Comendador da Ordem Militar de Sant'Iago da Espada - 1991 (Presidente Mário Soares – no dia de Portugal);[14]
- Grande-Oficial da Ordem do Mérito - 2000 (Presidente Jorge Sampaio);[14]
- Ordem do Cruzeiro do Sul, Oficial, (Presidente Fernando Henrique Cardoso);
- Medalha de Honra, Sociedade Portuguesa de Autores, 2008 (atribuída, por unanimidade)